# Мартел (Ајова)
Мартел (енгл. Martelle) град је у америчкој савезној држави Ајова. По попису становништва из 2010. у њему је живело 255 становника.

## Демографија
Према попису становништва из 2010. у граду је живело 255 становника, што је -25 (-8.9%) становника више него 2000. године.
| Група             | 2000.       | 2010.       |
| Белци             | 278 (99,3%) | 247 (96,9%) |
| Афроамериканци    | 0 (0,0%)    | 0 (0,0%)    |
| Азијати           | 1 (0,4%)    | 4 (1,6%)    |
| Хиспаноамериканци | 0 (0,0%)    | 2 (0,8%)    |
| Укупно            | 280         | 255         |